# 로얄 패밀리 오브 브로드웨이
로얄 패밀리 오브 브로드웨이(The Royal Family Of Broadway)는 미국에서 제작된 시럴 가드너 감독의 1930년 코미디 영화이다. 이나 클레어 등이 주연으로 출연하였다.

## 출연

### 주연
- 이나 클레어
- 프레드릭 마치

### 조연
- 메리 브라이언
- 프랭크 콘로이
- 찰스 스타렛

## 제작진
- 원작자: 에드나 페버
- 원작자: 조지 S. 코프만